# José Luis Villarreal
José Luis Villarreal (Córdoba; 17 de marzo de 1967) es un exfutbolista y entrenador argentino que actualmente dirige al Palm Beach Stars. También fue comentarista del canal beIN Sports en Español.

## Selección nacional
Participó en la Selección Argentina campeona de la Copa Confederaciones de 1992 y para las Eliminatorias en 1993.

## Clubes

### Como jugador
| Club                | País      | Año       |
| ------------------- | --------- | --------- |
| General Paz Juniors | Argentina | 1985      |
| Belgrano            | Argentina | 1986-1987 |
| Boca Juniors        | Argentina | 1987-1992 |
| Atlético de Madrid  | España    | 1993      |
| River Plate         | Argentina | 1993-1995 |
| Montpellier         | Francia   | 1995-1996 |
| Pachuca             | México    | 1997      |
| Estudiantes         | Argentina | 1997-1998 |
| Belgrano            | Argentina | 1998-2000 |
| All Boys            | Argentina | 2000-2001 |
| Belgrano            | Argentina | 2002-2004 |

### Como mánager
| Club                 | País      | Año       |
| -------------------- | --------- | --------- |
| General Paz Juniors  | Argentina | 2005-2006 |
| All Boys             | Argentina | 2007-2008 |
| Estudiantes (LP)     | Argentina | 2009-2010 |
| Pachuca              | México    | 2011-2013 |
| Montpellier H. S. C. | Francia   | 2013-2015 |

## Palmarés

### Torneos locales
| Título           | Club                | País      | Año    |
| ---------------- | ------------------- | --------- | ------ |
| Torneo Regional  | Belgrano de Córdoba | Argentina | 1986   |
| Primera División | Boca Juniors        | Argentina | A-1992 |
| Primera División | River Plate         | Argentina | A-1993 |
| Primera División | River Plate         | Argentina | A-1994 |

### Torneos internacionales
| Título               | Club                | Sede | Año  |
| -------------------- | ------------------- | ---- | ---- |
| Copa Confederaciones | Selección Argentina | Riad | 1992 |

## Estadísticas
| Lugares          | PJ  | Goles | Promedio |
| ---------------- | --- | ----- | -------- |
| Argentina        | 318 | 24    | 0,08     |
| Extranjero       | 49  | 3     | 0,06     |
| Copas de América | 12  | 0     | 0,00     |
| Copas de Europa  | 0   | 0     | 0,00     |
| Selección        | 3   | 0     | 0,00     |
| Total            | 381 | 27    | 0,07     |